# Wustermark
Wustermark är en kommun och ort i Tyskland, belägen i Landkreis Havelland i förbundslandet Brandenburg.  Kommunen ligger i västra utkanten av storstadsregionen Berlin-Brandenburg, omkring 35 kilometer väster om centrala Berlin.
Kommunen bildades 2002, genom sammanslagning av kommunerna i Amt Wustermark; Buchow-Karpzow, Elstal, Hoppenrade, Priort och Wustermark, till den nuvarande kommunen under namnet Gemeinde Wustermark.

## Kultur och sevärdheter
Wustermark är mest känt som plats för OS-byn för de Olympiska sommarspelen 1936, idag tillhörande kommundelen Elstal i Wustermark.  Området användes efter 1936 som militärförläggning av Wehrmacht och efter 1945 även av sovjetarmén, men är sedan avmilitariseringen 1992 byggnadsminnesmärke och museum.

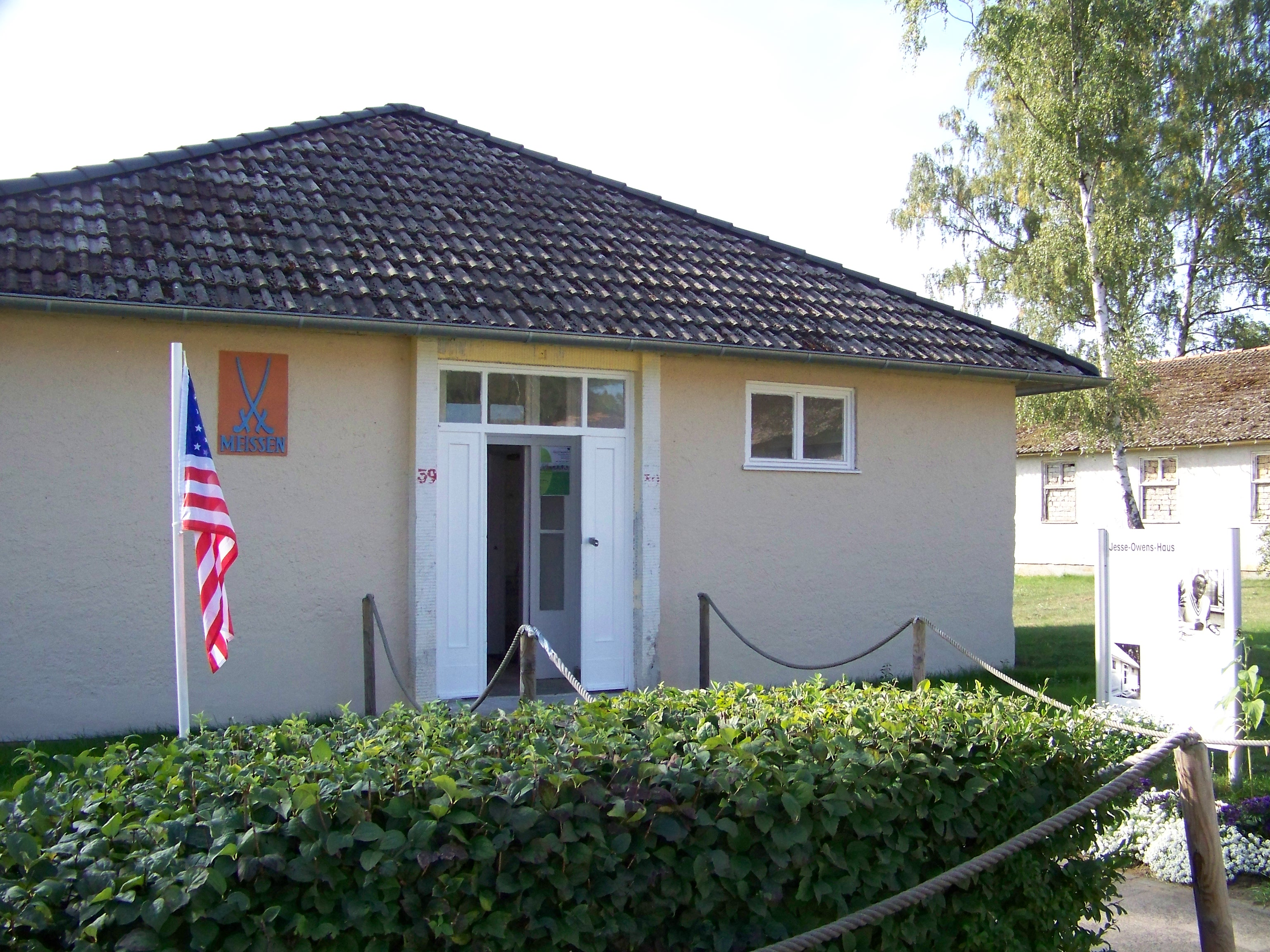
Jesse Owens hus i OS-byn.
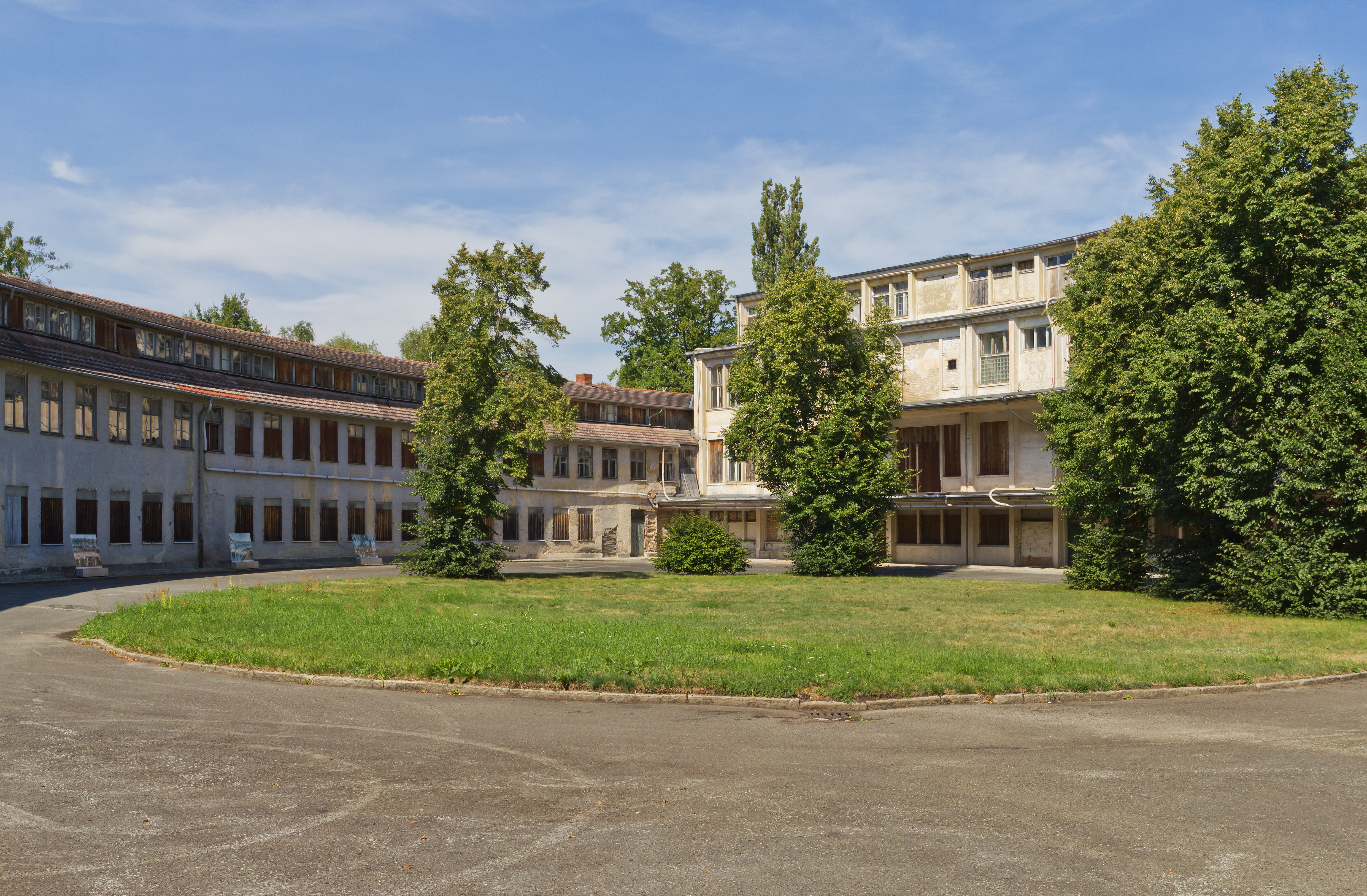
Haus der Nationen
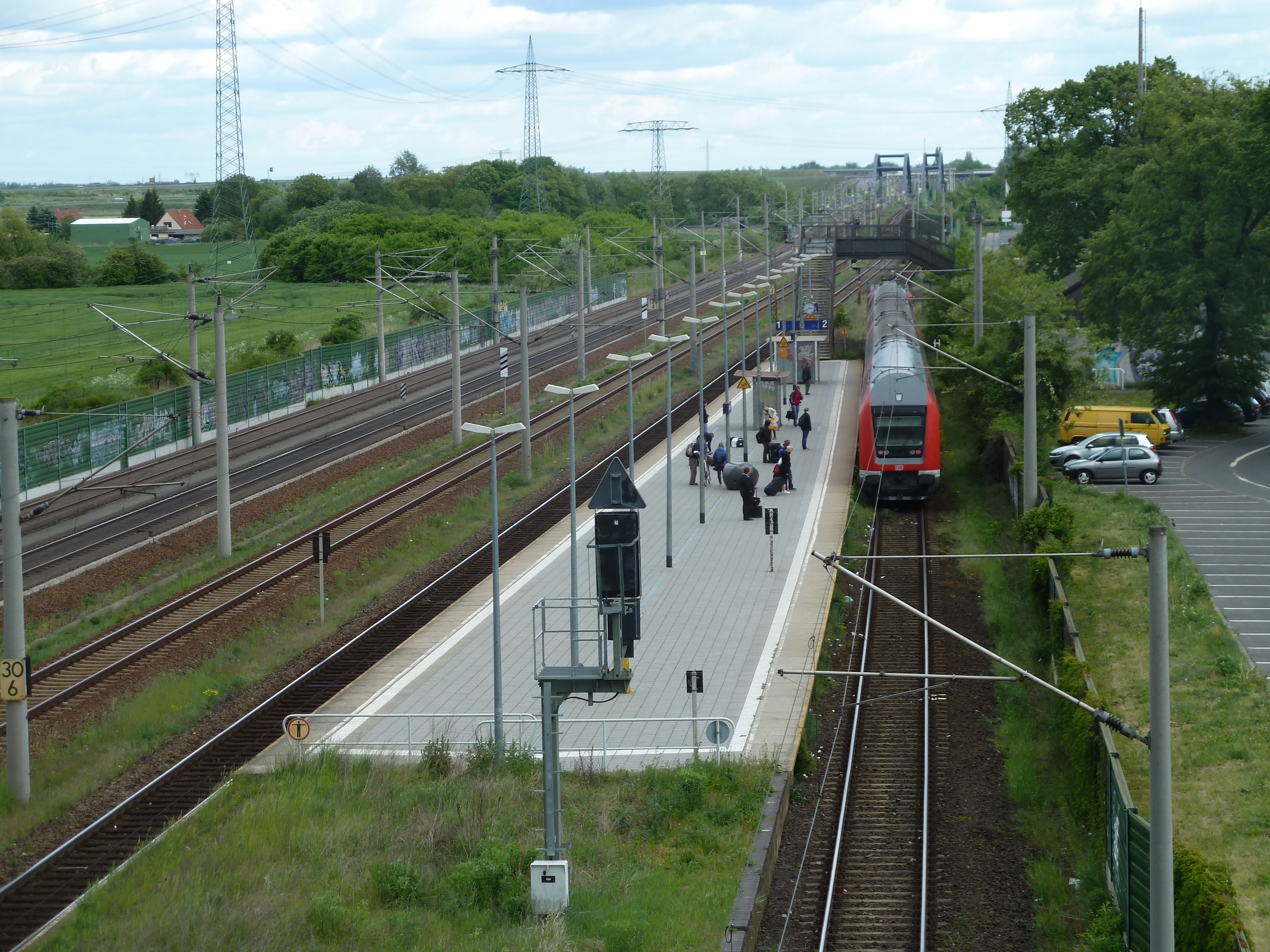
Wustermarks station

## Kommunikationer
I kommunen ligger järnvägsstationerna Wustermark och Elstal på järnvägen Berlin-Hannover, samt järnvägsstationen Priort på Berliner Aussenring.  Dessa stationer trafikeras av regionaltåg.
Orten ligger vid Berlins ringmotorväg A 10, där den korsas av Bundesstrasse 5.